# クロード・シュヴァレー
クロード・シュヴァレー（Claude Chevalley, 1909年2月11日 - 1984年6月28日）は、フランスの数学者、哲学者。ブルバキのメンバーの一人。

## 略歴
南アフリカのヨハネスブルグに、外交官の息子として生まれる。1926年に17歳でエコール・ノルマル・シュペリウールに入学、その後アンドレ・ヴェイユに代数的整数論を習い、彼の主要な研究分野となる。1931年から1936年までは、国立科学財団（国立中央科学研究所 (CNRS) の前身）の助成金で研究を行う。第二次世界大戦後はアメリカに滞在し、コロンビア大学で教鞭を執った（1947～1955年）。1955年に帰国しソルボンヌ大学の教授になる。
再婚後に生まれた娘のカトリーヌ・シュヴァレーはトゥール大学の哲学教授。

## 邦訳のある著書
- 銀林浩訳、『現代代数の基礎』、東京図書、1975年。
- 齋藤正彦訳、『シュヴァレー　リー群論』、筑摩書房、2012年。ISBN 978-4-480-09451-3